# Katze im Sack
Katze im Sack ist ein deutscher Spielfilm von Florian Schwarz. Er wurde 2004 gedreht und kam im April 2005 in die Kinos. Der Titel spielt auf die Redensart „Die Katze im Sack kaufen“ an.

## Handlung
Im Zug begegnen sich Karl und Doris und verlieben sich ineinander, aber sie hat eine distanzierte voyeuristische Beziehung mit dem wesentlich älteren Sicherheitsfachmann Ralf Brockmann. Karl, der ohne Ziel unterwegs ist, entschließt sich, in Leipzig zu bleiben, wo Doris in einer Karaoke-Bar arbeitet. Der Film folgt Karl, Doris und Brockmann auf ihren (getrennten) Wegen durch die Leipziger Nacht. Dabei geht es mehr um das Spiel durch Verlangen und Geheimnis, welches die drei auf unterschiedliche Weise miteinander spielen und erleben. Es kommt zu vielen Nebensträngen, bis die Geschichte sich in ein Ganzes fügt.

## Kritiken
„Der düstere Film noir beschreibt unter ständigen Perspektivwechseln die Verlorenheit seiner Protagonisten, ohne gesellschaftspolitische Analysen anbieten zu wollen. Überragende Darsteller, eine überzeugende Kameraarbeit, sinnliche Eleganz und der Mut zu Pathos und Übertreibungen machen den Film zum Erlebnis.“

„Trotz akzeptabler Darstellerleistungen bietet hier der mehrfach ausgezeichnete Regiedebütant Florian Schwartz langweilige Ost-Tristesse, ohne den Charakteren eine Tiefe, geschweige denn eine gewisse Glaubwürdigkeit zu verleihen oder gar den Titel halbwegs zu erklären. Hier wäre ‚Kacke im Sack‘ vielleicht zutreffender!“

## Auszeichnungen
Katze im Sack wurde mit dem First Steps Award als bester Nachwuchsfilm 2004 ausgezeichnet. Auf dem Max-Ophüls-Festival 2005 wurde der Film für das beste Drehbuch und die beste Filmmusik ausgezeichnet. Katze im Sack wurde auch auf der Berlinale gezeigt.

## Soundtrack
Am vielgelobten Soundtrack waren unter anderem Slut, IC Falkenberg und 2raumwohnung beteiligt.